# Městské divadlo Brno
Městské divadlo Brno (zkratka MdB) je divadlo v Brně, repertoárově zaměřené na činoherní a hudební (především muzikálovou) produkci. Divadlo se nachází v Lidické ulici, v městské části Brno-střed a má dvě scény: Činoherní s maximální kapacitou 365 míst, a Hudební s maximální kapacitou 680 míst. Ředitelem divadla je Stanislav Moša, šéfy činohry Stano Slovák a Sylva Smutná, šéfy muzikálu Petr Gazdík a Naďa Klímová a šéfy zpěvohry Igor Ondříček a Renata Továrková. Divadlo má vlastní orchestr, který je využíván zejména při muzikálových představeních. Před budovou Činoherní scény je umístěn brněnský chodník slávy s otisky dlaní některých herců divadla. K roku 2012 bylo divadlo třetím nejnavštěvovanějším divadlem v České republice. Podle ankety serveru i-divadlo.cz se MdB umístilo na první příčce jako nejoblíbenější divadlo v letech 2013 a 2014.
Počátky divadla sahají do roku 1945, kdy tehdejší absolventi brněnské konzervatoře založili Svobodné divadlo. V roce 1954 bylo divadlo přejmenováno na Divadlo bratří Mrštíků a roku 1965 bylo přesunuto z Jakubského náměstí do Lidické ulice. V roce 1988 bylo Divadlo bratří Mrštíků, Satirické divadlo Večerní Brno a Loutkové divadlo Radost administrativně spojeno do nově vytvořené organizace Brněnská divadla, která však byla roku 1990 zrušena a všechna divadla se opět osamostatnila. Roku 1992 se stal ředitelem současný ředitel Stanislav Moša. Dnešní název Městské divadlo Brno získalo divadlo 25. června 1996, od roku 1993 do 1996 se používal přechodný název Městské divadlo Brno – Divadlo bratří Mrštíků.
K významným tvůrcům, režisérům a dramaturgům divadla patří, mj. Rudolf Walter, Václav Renč, režisérské trio Zdeněk Dopita, Libor Pleva a Ladislav Panovec či Antonín Kurš. Podle Zdeňka Srny byl nejvýznamnějším scénografem Milan Zezula. V divadle začínali v minulosti herci jako Josef Somr, Pavel Trávníček, Jiří Tomek, Eva Gorčicová, Karel Janský, Dagmar Pistorová, Jiřina Prokšová nebo Jana Hliňáková. V současnosti noví herci přicházejí hlavně z brněnské JAMU. Hned několik herců získalo za svůj výkon Cenu Thálie, např. Alena Antalová, Radka Coufalová, Stano Slovák, Dušan Vitázek, Ivana Vaňková, Petr Gazdík, Petr Štěpán, Markéta Sedláčková, Ladislav Kolář či Kristýna Daňhelová. 
Divadlo ve své historii uvádělo činoherní představení i muzikály. Ve čtyřicátých letech 20. století se uplatňovala hlavně Waltrova škola patetického realismu. Na repertoáru byla zejména česká dramata, od Klicpery, Šrámkovo Léto, Vrchlického Soud lásky nebo Skochova Naše babička. V letech 1949 až 1957 se musel repertoár divadla přizpůsobovat venkovskému publiku, protože se divadlo stalo zájezdovým. V šedesátých letech v Divadle bratří Mrštíků vynikla zejména dramatizace Evžena Oněgina od Evžena Sokolovského. Výraznou hrou v 60–70. letech 20. století byla také féerie bratří Čapků Ze života hmyzu, kterou režíroval Milan Pásek. I v období přelomu 20. a 21. století se divadlo zabývalo mj. činoherní produkcí. Ve 21. století produkuje činoherní představení, jako Brouk v hlavě, Dokonalá svatba, Charleyova teta, Zkrocení zlé ženy, Sluha dvou pánů nebo Škola základ života. Městské divadlo je především známé muzikálovými představeními. Jako první byly uváděny hry Osvobozeného divadla. Divadlo provádí zejména vlastní produkce světových muzikálů, příkladem jsou Čarodějky z Eastwicku, Bídníci nebo Mary Poppins.

## Historie divadla

### Vznik divadla a změny jeho názvů
| Svobodné divadlo (1945–1949)                              |
| Městské a oblastní divadlo v Brně (1949)                  |
| Krajské oblastní divadlo (1950)                           |
| Divadlo bratří Mrštíků (1954–1993)                        |
| Městské divadlo Brno – Divadlo bratří Mrštíků (1993–1996) |
| Městské divadlo Brno (od 1996)                            |

Divadlo bylo založeno ve Falkensteinerově ulici v létě roku 1945. Jeho původní název zněl Svobodné divadlo. O jeho vznik se zasloužili lidé okolo režiséra Milana Páska, nápad podpořil i profesor Jiří Kroha. Mezi zakládající členy divadla patří například Jiří Dušek, Libuše Přichystalová, Markéta Rauschgoldová, Olga Hauková-Šteflová atd. Od počátků v divadle působili hlavně mladí umělci, kteří se už dlouho snažili o založení druhé činoherní scény ve městě (vedle Mahenova divadla), kde by bylo možné provozovat hry soudobých autorů, v současném stylu. Avšak v sezoně 1945/1946 E. F. Burian zaměstnal Milana Páska v brněnském Národním divadle, většina původních herců divadlo opustila, a ředitelem byl jmenován Rudolf Walter.
Během tří zkušebních letních měsíců se odehrála premiéra pěti her, do června 1946 soubor nového divadla nastudoval dalších 15 her. Do konce sezóny v roce 1949 soubor uvedl celkem 71 her. V sezoně 1947/1948 se divadlo stěhuje na Jakubské náměstí, získává dotace od města, země a státu, což významně zlepšuje jeho ekonomické podmínky. Od roku 1949 se stává zřizovatelem divadla Zemský národní výbor v Brně.
Divadlo postupně měnilo své názvy: z Městského a oblastního divadla se brzy stalo Krajské oblastní divadlo, od roku 1954 se divadlo nazývalo Divadlo bratří Mrštíků. Komunistické vedení státu však zasahovalo do řízení této kulturní instituce. Od roku 1963 do 1968 byl zřizovatelem divadla Jihomoravský KNV. K 1. květnu 1988 bylo Divadlo bratří Mrštíků nařízením sloučeno s žánrově dosti odlišnými soubory Divadla Radost a Satirického divadla Večerní Brno do nově vytvořené organizace Brněnská divadla. I poté však jednotlivá divadla zůstala nadále autonomní co do umělecké činnosti, každé z nich mělo svého uměleckého šéfa, jehož nadřízeným pak byl ředitel Brněnských divadel. Brzy přišla sametová revoluce, po které se situace divadla stabilizovala. K 31. březnu 1990 byla organizace Brněnská divadla zrušena a soubory se opět osamostatnily. Do čela Divadla bratří Mrštíků (DbM), přejmenovaného roku 1996 na Městské divadlo Brno (MdB), byl v roce 1990 zvolen Jan Kolegar. V roce 1992 se stal ředitelem Stanislav Moša, dosavadní režisér, dramatik a od roku 1990 také umělecký šéf činohry. Pod Mošovým vedením proběhla celková rekonstrukce nevyhovujících prostor bývalého kina v Lidické ulici (dnešní Činoherní scéna).

### Divadlo na přelomu 20. a 21. století
Od roku 1995 prošlo MdB několika proměnami, např. adaptací prostoru se zákoutím se šatnami, bufetem a výstavní galerií. Největší změnou však byla úprava divadelního prostoru. Změny se neudály jen z hlediska prostoru, výrazně se také proměnil herecký soubor. V devadesátých letech se Městské divadlo Brno soustředilo hlavně na kvalitní muzikálovou produkci, přičemž využívalo absolventů oboru muzikálové herectví JAMU. Vznikala tu jak díla autorská, tak i inscenace světových muzikálů. Kromě toho divadlo nadále rozšiřovalo repertoár o činoherní inscenace, a to komediální i vážné, klasické i moderní. Z upadající scény, která měla velkou nouzi o diváky, se během devadesátých let dvacátého století stalo jedno z nejúspěšnějších divadel nejen v Brně, ale v rámci celé republiky.
V roce 2004 se pod správu MdB dostala brněnská zpěvohra, jež dříve spadala pod Národní divadlo Brno. Byl tak vytvořen herecký soubor dělený na 3 sekce: činohra, muzikál a zpěvohra. Divadlo má také svůj balet, sbor a orchestr.
V říjnu roku 2004 byla ve dvoraně v Lidické ulici, v těsném sousedství s činoherní scénou, otevřena zcela nová budova Hudební scény. Tento druhý hrací prostor disponuje větším hledištěm i jevištěm a mnoha technickými vymoženostmi, umožňujícími uvádění náročných vlastních produkcí zahraničních muzikálů. Hudební scéna zahájila svou činnost premiérou muzikálu Hair (Vlasy) a od jejího vzniku jsou na ní uváděny kromě světových i původních muzikálů také různé koncerty. Díky souboru zpěvohry MdB uvádí čas od času také operety, z nichž největšího úspěchu zatím dosáhl Orfeus v podsvětí v režii Gustava Skály.

## Divadlo ve 21. století
Městské divadlo Brno je možné řadit k divadlům s rozsáhlým hereckým souborem a širokou diváckou obcí. Zaměřuje se na uvádění děl rozmanitých žánrů hudebních i činoherních, avšak velký prostor je věnován především dílům zcela novým, často psaným přímo pro MdB (mezi autory takových her a muzikálů patří Stanislav Moša či Milan Uhde jako dramatici a Petr Ulrych, Zdeněk Merta či Miloš Štědroň coby skladatelé). Často jsou uváděna také méně známá díla klasických autorů, jako např. Znamení kříže od Pedra Calderóna de la Barcy (Činoherní scéna MdB, premiéra 2005).
Divadlo vydává ke všem muzikálům CD a někdy DVD. Měsíčně vydává časopis Dokořán (šéfredaktorem je novinář a fotograf Jef Kratochvil), v němž vycházejí recenze, fotografie a jiné příspěvky k premiérám, program divadla či rozhovory s herci. Kompletní archiv časopisu je umístěn na oficiálních webových stránkách divadla. Počínaje sezónou 1995/1996 pořádá divadlo každoroční anketu „Křídla“ – diváci hlasují v průběhu roku v anketě o nejoblíbenějšího herce, herečku, inscenaci a tvůrčí počin sezóny. V prosinci se koná slavnostní koncert s vyhlášením vítězů, na němž bývá pokřtěna ročenka divadla.
Ročenka je reprezentativní publikací s barevnými fotografiemi, recenzemi, odbornými statěmi o premiérových hrách, seznamem her na repertoáru a seznamem herců a seznamem zaměstnanců-neherců divadla. Shrnuje celou sezónu. Díky podpoře sponzorů dokumentují ročenky dění v divadle již dvacet jedna sezón.
V červnu v letech 2005–2009 hostilo Městské divadlo Brno mezinárodní divadelní festival Dokořán pro hudební divadlo. Tento festival se v roce 2010 spojil s jinými projekty dalších brněnských divadel a organizací (Trialog Národního divadla Brno, Festival žánrů HaDivadla, Divadlo v pohybu organizace CED, Festival radosti Loutkového divadla Radost, Noc kejklířů, Týden kejklířů, Slavnost masek) a vznikl Mezinárodní festival Divadelní svět Brno.
Městské divadlo Brno také reprezentuje české divadlo v zahraničí, vyjíždí pravidelně na turné po Evropě, a to např. do Holandska, Belgie, Dánska, Německa, Rakouska, Slovinska, Itálie, na Slovensko nebo do Švýcarska, Portugalska či Španělska.
Zkratku názvu divadla (MdB) začalo divadlo používat v polovině 90. let 20. století. Logo divadla, které představuje černý klíč na bílém pozadí,  vytvořil v roce 1995 výtvarník Jakub Stejskal. Tímto pomyslným klíčem se divadlo odemyká svým divákům a zároveň herci odemykají srdce a myšlení svého publika (za touto myšlenkou stojí ředitel divadla Stanislav Moša).

### Ocenění divadla a herců
Herci divadla byli mnohokrát oceněni Cenami Thálie. V letech 1993 až 2020 jich získali celkem 13 – osm muzikálových, čtyři činoherní a jednu cenu pro mladého činoherce do 33 let. Laureáty byli Petr Štěpán (2020), Michal Isteník (2014), Hana Holišová (2012), Dušan Vitázek (2011), Petr Gazdík (2009), Erik Pardus (2007), Petr Štěpán (2007), Radka Coufalová (2006), Dušan Vitázek (2004), Alena Antalová (1999), Markéta Sedláčková (1999), Petra Jungmanová (1998) a Zdena Herfortová (1995). Nominovaní na tuto cenu byli také Jitka Čvančarová, Dagmar Křížová, Markéta Sedláčková, Zdeněk Junák, Martin Havelka, Rudolf Krátký, Roman Vojtek, Jan Apolenář, Johana Gazdíková a Petr Gazdík.
Dále divadlo získalo pět Cen Alfréda Radoka: tři získal Vladimír Franz za hudbu, jednu Petr Ulrych v téže kategorii a jednu Jan Dušek za scénografii. K pěti Cenám Alfréda Radoka přidal roku 2012 herec Michal Isteník cenu v kategorii Talent roku 2011. Další ocenění získalo Městské divadlo od internetového portálu i-divadlo.cz. V roce 2006 bylo zvoleno pátým nejoblíbenějším divadlem v České republice, v roce 2007 nejoblíbenějším divadlem, v roce 2008 třetím nejoblíbenějším divadlem, v letech 2009, 2010 a 2012 opět nejoblíbenějším divadlem. V roce 2011 se divadlo umístilo na třetí příčce. Na přelomu roku 2023/2024 divadlo obdrželo portálem i-divadlo.cz hned několik ocenění. Muzikálem sezóny se stal Devět křížů, který přímo pro MdB napsala autorská trojice Petr Štěpán, Miroslav Ondra a hudebník Robin Schenk. Ocenění herečka sezóny získala Kristýna Daňhelová za roli Elišky v již zmíněném muzikálu Devět křížů. Hercem sezóny se stal Milan Němec za roli ředitelky Trunchbullové v muzikálu Matilda a za kategorii „Jiný umělecký počin“ byla oceněna Carli Rebecca Jefferson za choreografie muzikálu Matilda. Účastníci ankety mohli také vyjádřit jakýkoliv názor, přičemž Městskému divadlu Brno vytýkali nemožnost on-line rezervace vstupenek, která byla v mnoha divadlech standardem. Od roku 2011 již tato možnost existuje.

### Příspěvková organizace a soběstačnost
Zřizovatelem Městského divadla Brno je od roku 1991 město Brno.
Městské divadlo Brno je příspěvková organizace, kterou spravuje statutární město Brno. Divadlo hospodaří s následujícími finančními prostředky: z vlastní činnosti (hlavní i doplňkové), z rozpočtu města (příspěvek na provoz a účelová dotace na investice), ze státního rozpočtu, státních fondů a z rozpočtu kraje (účelové, systémové nebo individuální dotace), z fondů organizace, z darů a dotací od fyzických a právnických osob a ze zahraničí (dotace a dary). Nejvýznamnějším zdrojem příjmů divadla jsou, jak vyplývá z jeho statutu, příspěvky od zřizovatele, tzn. od města Brno (v letech 2004–2005 tvořily přes 60 % příjmů). V letech 2004–2006 činil čistý příspěvek od zřizovatele 110, 120 a 124,5 miliónu Kč. Právě z toho, že je Městské divadlo Brno příspěvková organizace, vznikají různé konflikty mezi divadly v Brně. Roku 2011 uvedl portál iDNES.cz zprávu, že divadelní instituce v Brně nedostávají stejné množství peněz na chod. Městské divadlo si od roku 2007 polepšilo ročně o 19 milionů, naopak Divadlo Radost a Centrum experimentálního divadla (CED) jsou na tom podle údajů z magistrátu stále téměř stejně. Podle brněnského primátora Romana Onderky se část dotace na provoz divadlům vrátí ve formě odpisů. Ty organizace městu vracejí formou odvodu z investičního fondu. Větší investici Městskému divadlu vysvětluje tak, že větší divadla dlouhodobě investují více, takže také více odepisují. U Městského divadla Brno šla na krytí odpisů více než polovina navýšení za poslední čtyři roky. Od roku 2012 začala hospodaření divadla sledovat tříčlenná dozorčí rada složená z brněnských radních; zřízena byla po odhalení účetní chyby, kvůli které přišel ředitel divadla o odměny za rok 2011. V roce 2023 Městské divadlo Brno obdrželo mimořádnou dotaci ve výši 23 milionů korun. Tato finanční podpora byla schválena brněnskými zastupiteli na jejich jednání, což vyvolalo kritiku opozice a dalších kulturních institucí kvůli možnému střetu zájmů, neboť ředitel divadla Stanislav Moša kandidoval za ODS.
Skutečná soběstačnost divadla, kterou lze vyjádřit až po odpočtu odpisů odvedených zpět do rozpočtu zřizovatele, v roce 2007 činila 36,47 % (tj. dosažený podíl vlastních výnosů a celkových nákladů). V roce 2008 se soběstačnost divadla ještě zvýšila, a to na 39,79 %. Městské divadlo Brno má nižší dotace než Národní divadlo Brno, přesto je jeho soběstačnost dvojnásobná. Má však i vyšší návštěvnost. Z toho vyplývá, že je schopné na svůj provoz více vydělat. Pro srovnání: běžně se uvádí soběstačnost evropských divadel mezi 12 až 20 %, u českých divadel okolo 30 %.

## Scény divadla

### Hudební scéna

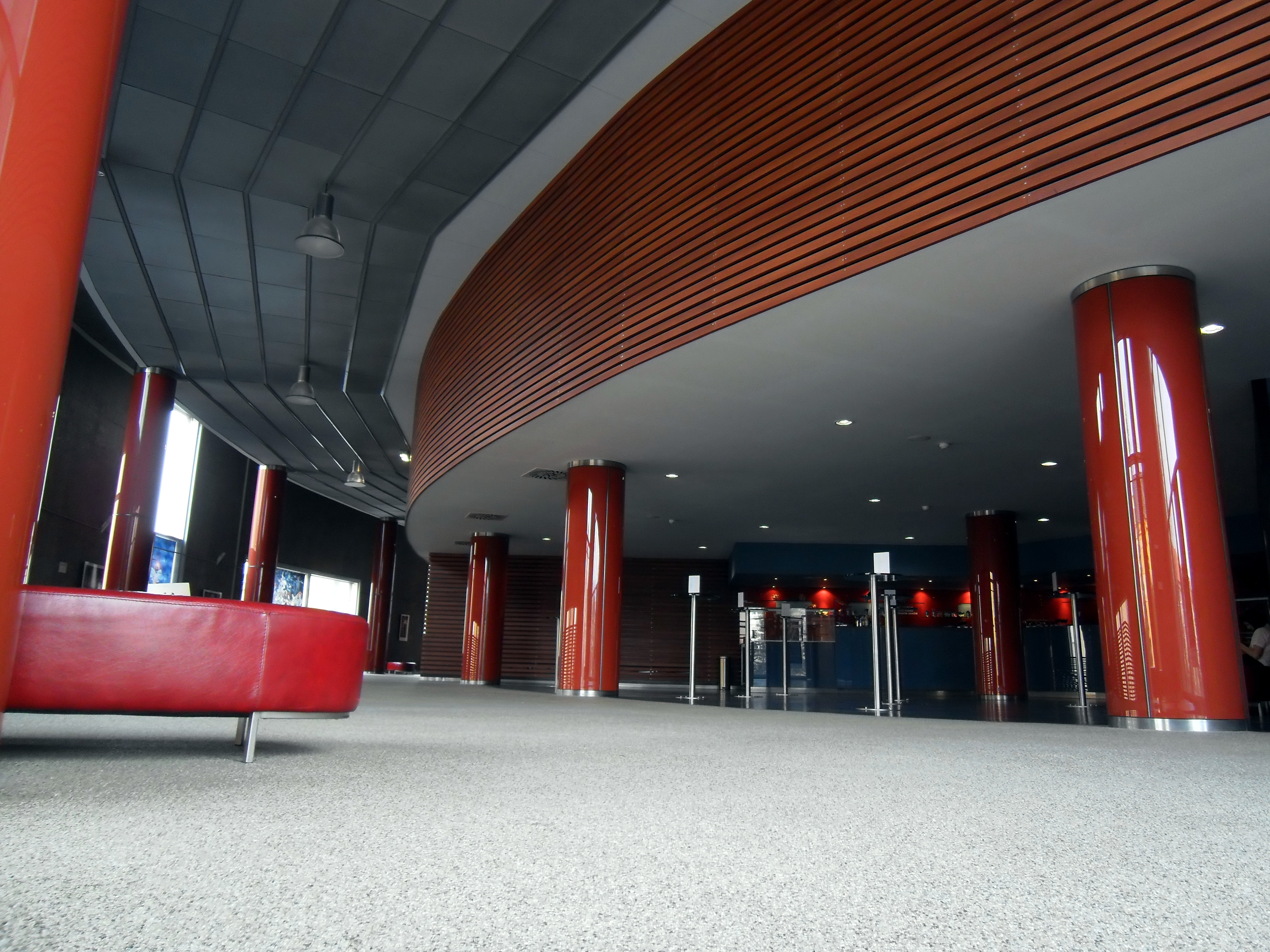
Foyer Hudební scény

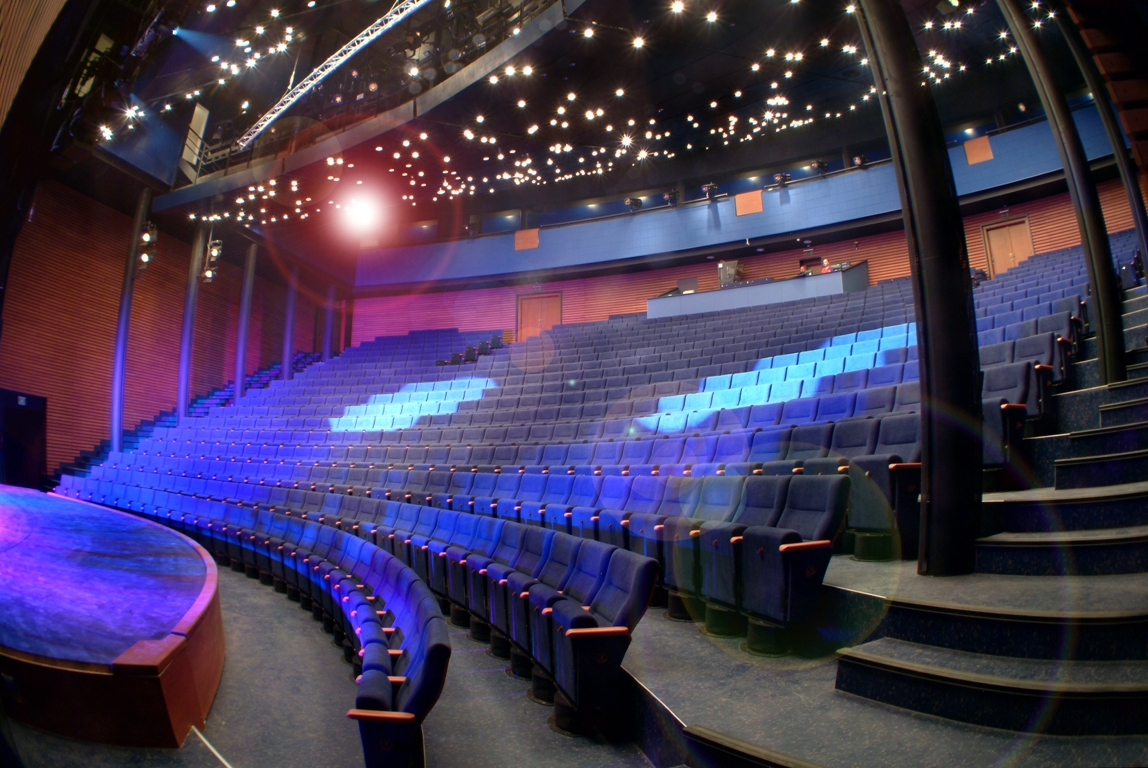
Hlediště Hudební scény

Dne 17. listopadu 2001 byl slavnostně položen základní kámen Hudební scény MdB. Tento kámen byl přivezen do Brna až z Broadwaye. Jako první muzikál bylo na této nové scéně uvedeno dílo Hair (Vlasy), jehož režisérem byl Dodo Gombár. Do roku 2003 nemělo Brno moderní scénu, která by umožňovala uvádění těch nejnáročnějších muzikálů. Slavnostně byla Hudební scéna otevřena 2. října 2004. Největším přínosem této nové scény je, že během představení je možno využívat živé hudby v podání vlastního orchestru. Hrubá stavba byla dokončena roku 2003, dále pokračovaly práce na fasádě objektu, kterou je sendvičová konstrukce s tepelnou izolací a povrchem tvořeným stěrkovou omítkovinou, respektive plechovým a keramickým závěsným obkladem. Protože je výšková úroveň mezi ulicí Lidickou a třídou kapitána Jaroše značně rozdílná, musí být velká část objemu budovy zapuštěna do země.
Autoři Hudební scény, architekti Roman Mach a Josef Kubín, vytvořili velmi členitý a různorodý objekt, který má velmi komplikovaný půdorys. Hudební scéna má dva vchody – v přízemí je to vchod ze třídy kapitána Jaroše, druhý vstup je v prvním patře, a to z Lidické ulice. Hlediště je pojato jako antický amfiteátr. Kolem samotného sálu jsou umístěna dvě foyer, kde se nachází zázemí pro diváky včetně dvou barů. Všechny vstupy do hudební scény jsou bezbariérové. Budova Hudební scény MdB získala ocenění Stavba roku Jihomoravského kraje pro rok 2004 (cena udělená nadací ABF, Ministerstvem Obchodu a průmyslu ČR a Svazem podnikatelů ve stavebnictví ČR) a čestné uznání v Soutěži o nejlepší investici roku 2004.
| „                   | Jen obtížně najdeme stavbu, kterou od záměru, přípravy a po celou dobu realizace provází víření tolika názorů, diskuzí a polemik jako stavbu nové divadelní budovy. Není divu; jedná se o investici v oblasti kultury v řádu stovek milionů – v době a prostředí nemilosrdného tlaku ekonomických ukazatelů. O to úžasnější je, když se takové dílo v takové době a na takové úrovni podařilo realizovat. | “ |
| — Roman Mach (2004) | |   |

### Činoherní scéna

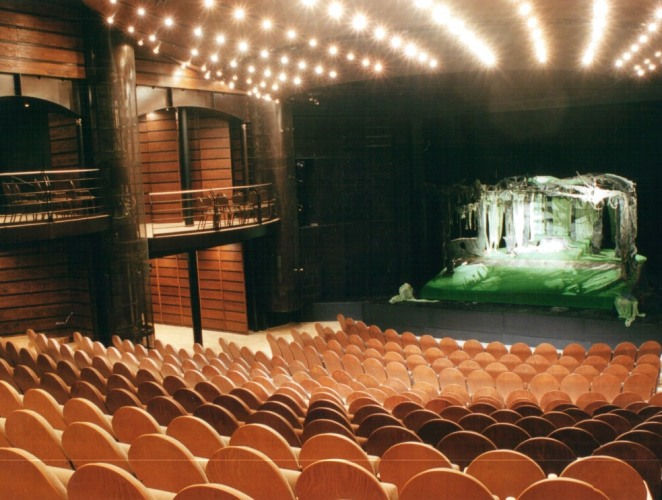
Hlediště Činoherní scény

Budova této scény byla postavena roku 1870 podle návrhu architekta Heinricha Fanty. V roce 1912 byla budova přestavěna na kino, filmová představení se zde pořádala až do roku 1953. Poté přešel objekt pod správu Mahenovy činohry Státního divadla. V 90. letech byly vypracovány plány přestavby a úpravy domu tak, aby mohl opět sloužit divadlu. Rekonstrukce probíhala od 18. července 1995 do 24. listopadu 1995. Architektonické úpravy byly provedeny podle návrhu architekta Miroslava Meleny.
Interiér činoherní scény je přístupný trojicí sdružených vchodů z Lidické ulice. Vestibul se otevírá do výše prvního patra, přičemž prostoru dominuje mohutný středový pilíř. Navazující prostor je systémem podvěšených stropů rozdělen na přízemní a patrovou část. Centrální schodiště zkonstruované z matné oceli je neseno nízkým oválným pilířem. Do divadelního sálu se vstupuje dvěma postranními přízemními vchody. Hlediště, které získalo podobu strmě stoupajícího parteru dosahujícího téměř výšky místnosti, kryje centrálně situovaný kruhový vrchlík s dostředivě vedenými obloukovými lištami; lišty jsou osazeny bodovými světly. Střední část vrchlíku je otevřená, po obvodu volného pole prochází kovový ochoz s osvětlovací technikou. Další světelné a zvukové zdroje jsou umístěny po stranách proscéniových výklenků do válcových tubusů, chráněných černým perforovaným plechem. Nad hledištěm je zavěšena dvojice světelných baterií. Prostor je doplněn šesti lóžemi, třemi na každé straně; dvě byly myšleny pro diváky, třetí jako akustický prvek. Každá řada sedadel má na okraji světelné označení číslem, které lze měnit podle typu hlediště. Po rekonstrukci byla Činoherní scéna poprvé otevřena návštěvníkům 25. listopadu 1995.
V květnu 2016 byla dokončena výstavba budovy skladu kulis a kostýmů v areálu divadla, mezi objekty činoherní a hudební scény. Investici ve výši 44 milionů korun hradilo ministerstvo kultury a město Brno.

## Chodník slávy

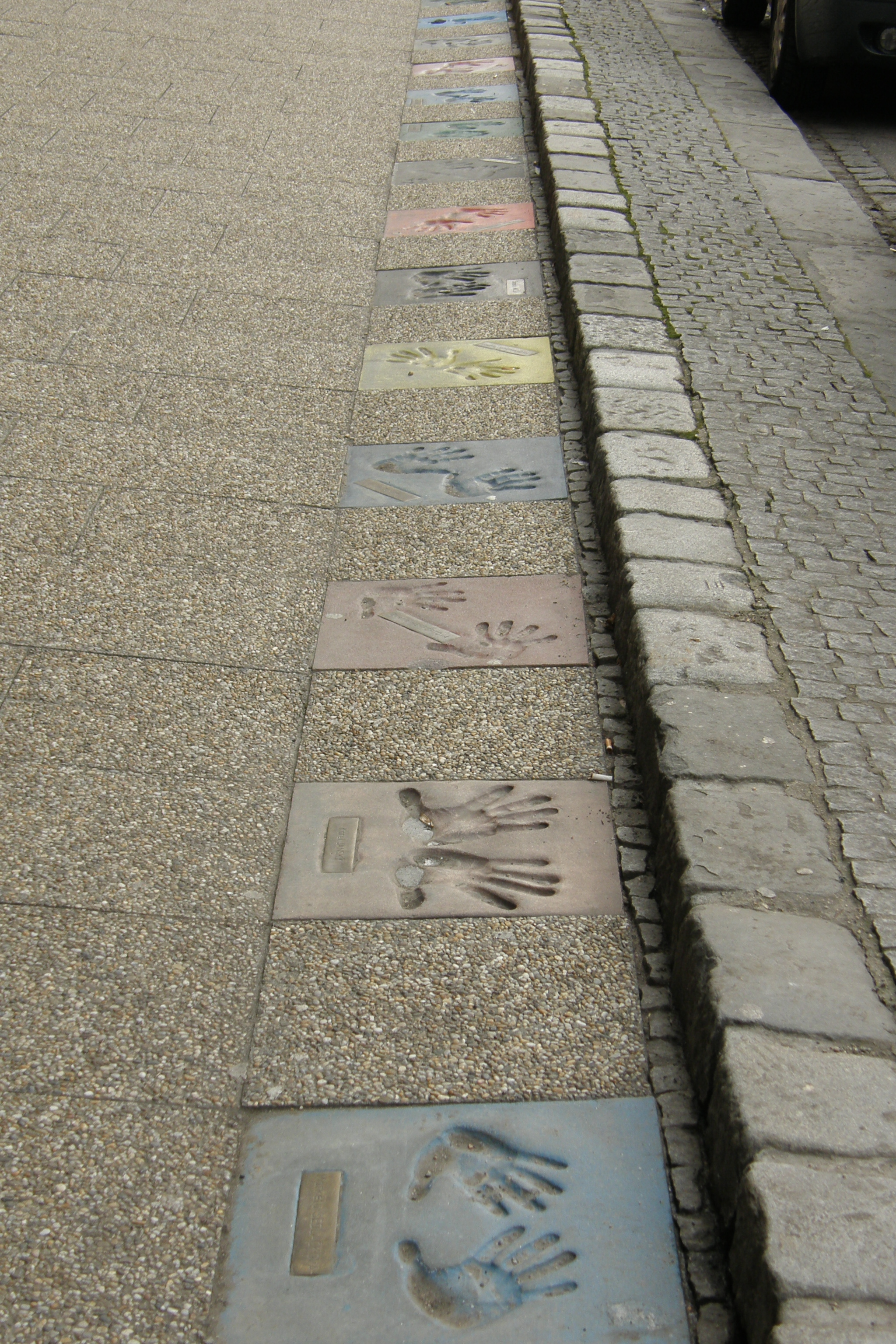
Brněnský chodník slávy

Brněnský chodník slávy před divadlem začal vznikat v září roku 2000, kdy poprvé otiskli své dlaně herci divadla Alena Antalová, Petra Jungmanová, Markéta Sedláčková, Zdena Herfortová, Zdeněk Junák, Karel Janský, Jiří Tomek a Ladislav Kolář. O rok později přibyly dlaně Martina Havelky, jehož desku zdobí i otisk tlapy jeho psa, boxera Britta II. Spolu s Havelkou otiskla své dlaně i Miroslava Kolářová a Pavel Kunert. V březnu roku 2003 přibyly otisky dlaní dvou skladatelů, Petra Ulrycha a Zdenka Merty
V roce 2005 se chodník rozrostl o dlaně Jiřího Horkého, Dušana Vitázka, Petra Gazdíka a Igora Ondříčka. V únoru 2006 zvěčnil své dlaně také ředitel MdB a režisér Stanislav Moša, jako dárek k padesátým narozeninám. Dne 4. května 2008 se otisky dlaní přidali Erik Pardus a Radka Coufalová, hudební skladatelé Petr Kofroň a Vladimír Franz a také fotograf a šéfredaktor revue Dokořán Jef Kratochvil. Herci si mohli vybrat barvu hmoty, ze které je otisk vyroben. Dne 24. května 2013 se chodník rozrostl o otisky Hany Holišové, Petra Štěpána, grafika a scénografa Petra Hlouška a kostýmní návrhářky Andrey Kučerové.
O rok později, v roce 2014, otiskli své dlaně do betonu herečky Svetlana Janotová a Ivana Vaňková, herci Bolek Polívka a Jiří Dušek, který je zároveň kritikem. Tento rok byl však v něčem výjimečný. Do té doby byly v dlaždicích zvěčněny pouze žijící osobnosti, které své ruce otiskly samy. Tentokrát se ale vzdával hold také těm, jejichž otisky divadlo za jejich života nestihlo pořídit. Chodník slávy tak vzpomíná na hudebníka a dirigenta Igora Vavrdu a herce Ladislava Lakomého a Jaroslava Dufka, kteří svou poslední inscenaci odehráli právě na Činoherní scéně MdB. Místo rukou byly otisknuty jejich divadelní boty. 
V květnu 2017 přibyly otisky herečky Lucie Bergerová a Andrey Zelové, a otisky herců Viktora Skály, Aleše Slaniny a Stana Slováka. V roce 2020 otiskli své dlaně do chodníku slávy Michal Isteník, Jan Mazák, Karel Cón, Emil Konečný a Jiří Záviš. Dne 27. března 2024 otiskli své dlaně do chodníku slávy Kristýna Daňhelová, Viktória Matušovová, Lukáš Janota, Libor Matouš, Milan Němec a Daniel Rymeš. Na chodník slávy před Městským divadlem 20. června 2025 přibylo devět nových dlaždic s otisky dlaní – mezi nimi herci Alan Novotný s Kristianem Pekarem, choreograf Michal Matěj, fotograf Tino Kratochvil, tajemnice činohry Sylva Smutná, náměstek pro vnější vztahy Zdeněk Helbich, dirigent Dan Kalousek, skladatel Mirko Vuksanović a scénograf Christoph Weyers.

## Soubor divadla v minulosti a současnosti
Soubor Městského divadla Brno k roku 2024 čítá 108 herců (činoherní, muzikálový, zpěvoherní a baletní soubor), kteří mají stálé angažmá. Soubor doplňuje množství mladých externistů, zejména z řad absolventů Janáčkovy akademie múzických umění. Velké množství herců umožňuje časté alternace, které zároveň dávají divákům důvod navštívit stejná představení vícekrát. V divadle hraje také 344 hostujících herců, kteří nemají stálé angažmá. 

### Herci a herečky

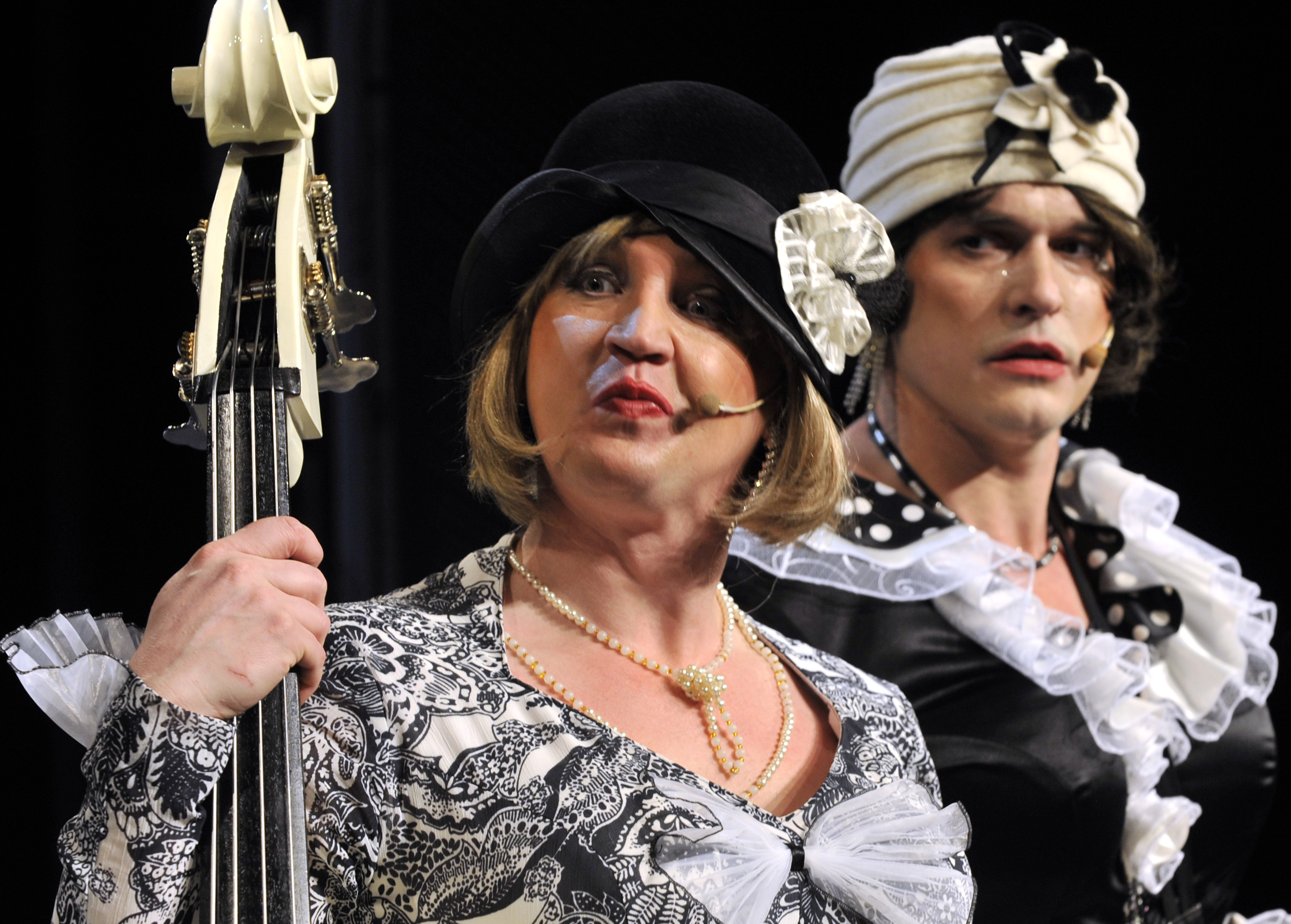
Milan Němec a Petr Štěpán

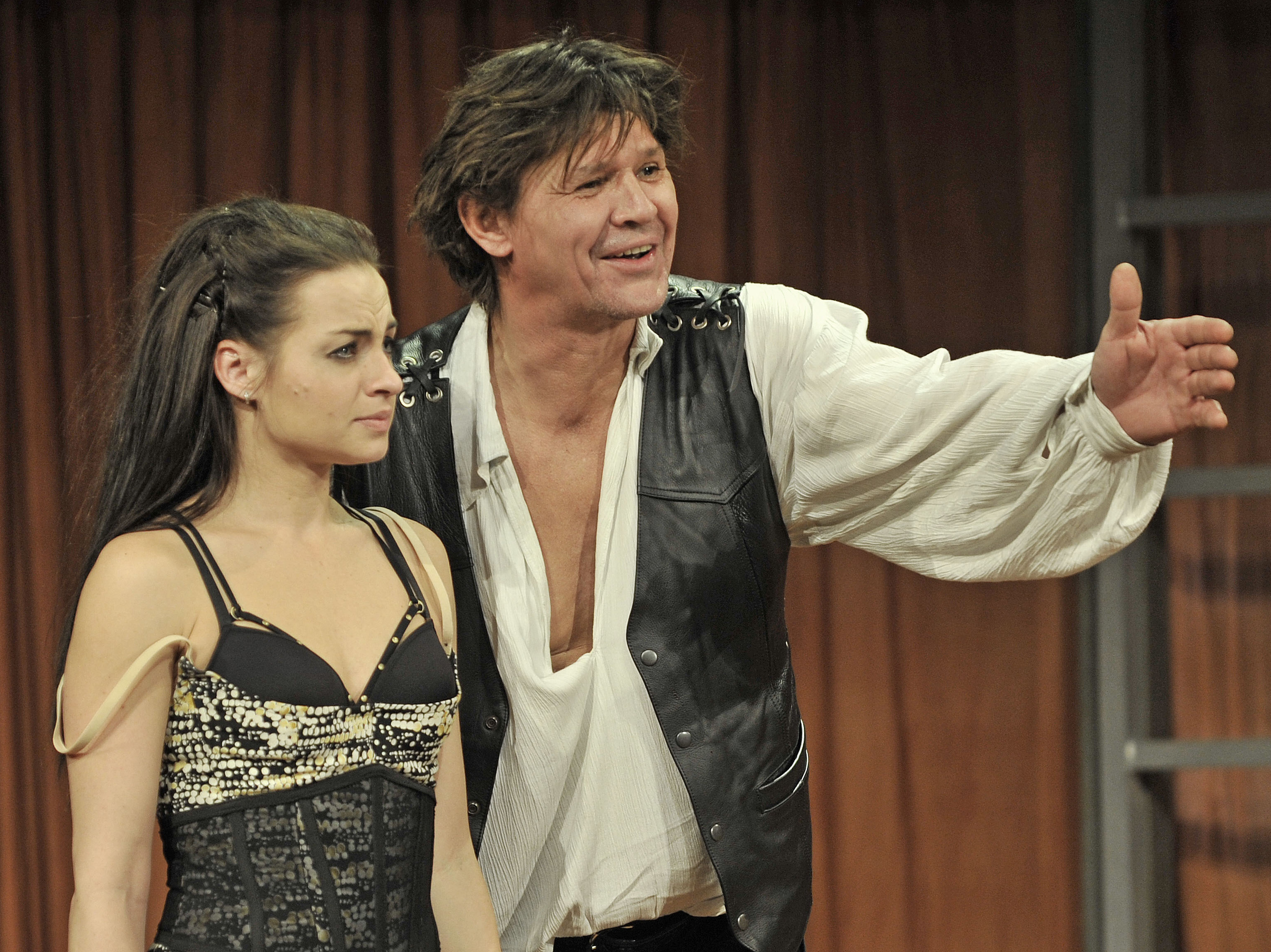
Martin Havelka a Radka Coufalová

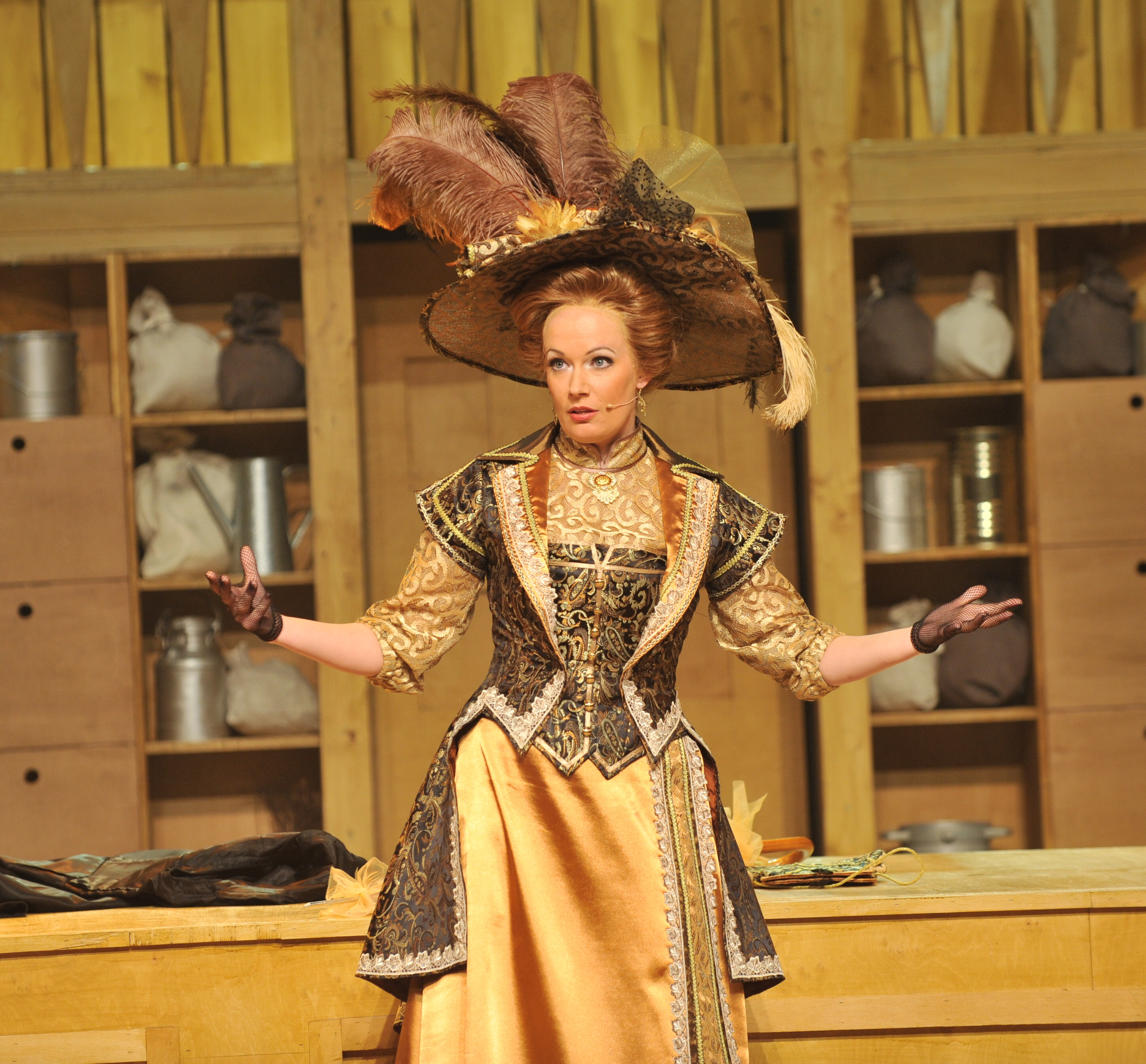
Alena Antalová

V letech 1945–1949, kdy byly na repertoáru zejména hry Osvobozeného divadla, tvořili soubor Libuše Přichystalová, Markéta Rauschgoldová, Vilma Nováčková, Otakar Dadák, Dorek Rosenmayer, Josef Štefl aj. V letech 1949–1957 v divadle probíhala rozsáhlá reorganizace, herecký soubor se ustaloval postupně. Tvořili ho hlavně mladí herci, např. Dagmar Pistorová, Jiřina Prokšová, Jana Hliňáková, Jarmila Vašínová, Marie Crhová, Olga Hauková, Jiří Dušek, Zdeněk Kampf, Ladislav Suchánek, Josef Štefl či Roman Hemala. Z řad herců do DBM přišli Jiří Tomek (1956), Libuše Billová (1958) a Pavel Kunert (1963). V roce 1965 bylo zrušeno Divadlo Julia Fučíka a většina jeho herců (Mojmír Heger, Olga Hegerová, Libuše Přichystalová, Vilém Lamparter, Libuše Vaněčková, Jiří Olijnyk, Ladislav Šamlot, Jana Ebertová, Eduard Muroň, Jaroslav Jarský, Karel Fajt ad.) byla převedena právě do DBM. V období 1966 až 1975 přešlo do divadla pouze pět absolventů JAMU, a sice Jana Gazdíková, Marcela Dürrová, Zdeněk Maryška, Eva Gorčicová a Pavel Trávníček. Do divadla také přišlo díky režiséru Milanu Páskovi celkem sedm herců původem z Hradce Králové, a sice Jana Janovská, Naďa Chmelařová, Miloš Jahoda, Maxmilian Hornyš, Jiří Chalupa, Lumír Peňáz a Stanislav Zindulka. Vedoucí propagačního oddělení, František Bohdal, realizoval vznik dobrovolné zájezdové skupiny, tzv. Vesnické divadlo. Z období mezi léty 1975 a 1982 je třeba zaznamenat nové členy souboru Josefa Juráska, Libuši Kafkovou, Carmen Rauschgoldovou, Simonu Pekovou, Ilju Kreslíka, Sylvu Talpovou, Danu Baslerovou ad. V letech 1989 až 1995 posílili soubor i mnozí současní herci jako Tomáš Sagher, Zdena Herfortová, Zdeněk Junák, Jiří Dvořák nebo Zdeněk Černín.
V historii účinkovali v muzikálech absolventi pražské DAMU Stanislav Zindulka a Jaroslav Kuneš, absolventi brněnské JAMU Jiří Tomek, Eva Gorčicová a Karel Janský. K absolventům brněnské JAMU, kteří také začínali v MdB, patří například Josef Somr a Pavel Trávníček. Ke generaci, která stačila vystudovat JAMU před vznikem muzikálového oboru, patří také Jan Apolenář, Erik Pardus (Cena Thálie 2007 za výkon v dramatu Smrt Pavla I.), Zdeněk Junák, Jana Musilová či Tomáš Sagher.
K roku 2013 byl muzikálový soubor složen až na výjimky z absolventů muzikálového herectví na JAMU. Patří mezi ně Alena Antalová (Cena Thálie 1999 v kategorii Talent roku), Radka Coufalová (Cena Thálie 2007 za výkon v muzikálu Josef a jeho úžasný pestrobarevný plášť), Stano Slovák, Dušan Vitázek (Cena Thálie za výkon v muzikálu Hair), Ivana Vaňková či Petr Gazdík (Cena Thálie 2009 za výkon v muzikálu Les Misérables (Bídníci)).
K roku 2013 do činoherního souboru mimo jiné patří či patřili Alena Antalová, Jan Apolenář, Patrik Bořecký, Zdeněk Bureš, Zdeněk Černín, Martin Havelka, Lukáš Hejlík, Zdena Herfortová, Hana Holišová, Michal Isteník, Lenka Janíková, Eva Jedličková, Zdeněk Junák, Josef Jurásek, Ladislav Kolář, Miroslava Kolářová, Irena Konvalinová, Jaroslav Matějka, Jan Mazák, Karel Mišurec, Jana Musilová, Milan Němec, Alan Novotný, Tomáš Sagher, Markéta Sedláčková, Viktor Skála, Petr Štěpán, Jiří Tomek, Ivana Vaňková, Eva Ventrubová, Pavla Vitázková a Lucie Zedníčková. Členové souboru Erik Pardus a Karel Janský toho roku zemřeli.
K 1. 1. 2024 do MdB se v souboru objevuje mnoho nových tváří. Do muzikálového souboru mezitím přibyli např. Kristýna Daňhelová, Lukáš Janota, Světlana Janotová, Libor Matouš, Viktória Matušovová, Aleš Slanina, Jakub Uličník, Dušan Vitázek, Andrea Zelová a další.

### Orchestr divadla
V minulosti s Městským divadlem pravidelně spolupracoval jazzový orchestr Jožky Karena. Spolupráce orchestru s divadlem začala hrou Golem v roce 1965 a příležitostně pokračovala při provádění muzikálových a hudebních titulů až do roku 1989. Orchestr měl nejčastěji okolo 12 členů. Spolu s Hudebním divadlem Karlín v Praze patřilo k roku 2010 Městské divadlo Brno mezi jediné dvě muzikálové instituce v České republice, které měly vlastní stálý orchestr. Díky tomu se ve všech muzikálech hrála hudba naživo, a i proto si divadlo získalo oblibu u mnoha českých skladatelů (např. Zdeněk Merta). K roku 2012 působilo v orchestru celkem pět dirigentů, z nichž jeden měl funkci šéfdirigenta. Velikost souborů se lišila představení od představení. Na stálý úvazek bylo k roku 2012 zaměstnáno: 11 houslistů, 3 violisté, 3 violoncellisté, 3 basisté, 2 kytaristé, 2 klávesisté, 4 flétnisté, 1 hobojista, 3 klarinetisté, 2 fagotisté, 4 hráči na lesní roh, 4 hráči na trubky, 4 hráči na trombóny a 5 hráčů na bicí nástroje.
K roku 2024 má orchestr MdB 70 členů. Jeho šéfdirigentem se stal Dan Kalousek a mimo něj má orchestr dalších 6 dirigentů. V orchestru působí 16 houslistů, 6 violistů, 7 violoncellistů, 4 kontrabasisté a baskytaristé, 4 kytaristé, 5 klávesistů, 3 flétnisté, 1 hobojista, 5 klarinetistů a saxofonistů, 6 hráčů na lesní rohy, 4 trumpetisté, 4 trombonisté a 5 hráčů na bicí nástroje.
Asi měsíc před premiérou daného představení začíná orchestr se zkouškami. Nejprve nacvičuje jednotlivé party s konkrétními zpěváky, poté se pod dohledem režiséra nacvičuje hudba se všemi účastníky představení. Před premiérou proběhne ještě několik generálních zkoušek a poté veřejná generální zkouška, tzv. generálka, která je přístupná i pro veřejnost.

### Ředitelé
Od roku 1945 až doposud se na postu ředitele divadla vystřídalo 13 mužů.
| Jméno              | Od                | Do                |
| ------------------ | ----------------- | ----------------- |
| Milan Pásek        | 29. dubna 1945    | 31. srpna 1945    |
| Rudolf Walter      | 1. září 1945      | 31. ledna 1948    |
| Jaroslav Novotný   | 1. března 1948    | 15. srpna 1949    |
| Miroslav Pavlovský | 1. srpna 1949     | 31. prosince 1949 |
| Oskar Linhart      | 1. ledna 1950     | 15. května 1950   |
| Zdeněk Dopita      | 16. května 1950   | 31. srpna 1960    |
| Jaroslav Tumlíř    | 1. září 1960      | 27. července 1964 |
| Libor Pleva        | 28. července 1964 | 31. července 1966 |
| Jan Moravec        | 1. srpna 1966     | 31. července 1967 |
| Milan Pásek        | 1. srpna 1967     | 1. května 1988    |
| Vladimír Kulendík  | 1. května 1988    | 1. dubna 1990     |
| Jan Kolegar        | 1. dubna 1990     | 1. února 1992     |
| Stanislav Moša     | 1. února 1992     | současnost        |

### Dramaturgové a režiséři
V letech po druhé světové válce se ve dvou sezónách objevil dramatik a režisér Václav Renč. V sezóně 1945/1946 přišel do činohry Milan Pásek, který vstoupil do této sezóny s inscenací Mrtvé moře. Tíha scénografie v tomto divadle ležela od samého počátku na akademickém malíři Milanu Zezulovi. Více než dvacet let byl jediným interním výtvarníkem a 90 % inscenací se odehrávalo v jeho výpravách. Po odchodu Rudolfa Waltra se v čele Svobodného divadla objevil Jaroslav Novotný, který režíroval hru Všichni moji synové. V letech 1949–1957, kdy byl dramaturgický plán sestavován pro celý stát z řízeného seznamu (seznam sestavovaný komunistickou vládou), působili jako režiséři Zdeněk Dopita, Libor Pleva nebo Ladislav Panovec. Další významnou osobností, která o sobě dala vědět v sezóně 1954/1955, byl Bořivoj Srba.
Od sezóny 1957/1958 nastoupil do tehdejšího Divadla bratří Mrštíků Antonín Kurš. Za svého zdejšího tříletého uměleckého působení nastudoval deset inscenací. Bořivoj Srba odešel 31. března 1959 a na místo dramaturga postoupila Ludmila Bařinková. Na pozicích režisérů a šéfrežisérů se od roku 1957 do roku 1995 vystřídalo sedm mužů. Kromě výše jmenovaných to byli Jan Fišer, Miroslav Plešák, Petr Veselý, Miloslav Kročil a Stanislav Moša, současný ředitel divadla. Dramaturgů se v letech 1945 až 1995 vystřídalo dvacet, např. Vladimír Kudrna, Olga Zezulová, Miroslav Pavlovský, Marie Loucká, Zuzana Jindrová, Karel František Tománek ad.
Ve dvacátém prvním století působí v divadle celá řada umělců, kteří píší, komponují, upravují i překládají nová díla: Hana Burešová, Jiří Josek, Zdeněk Merta, Stanislav Moša, Zdenek Plachý, Zdeněk Kluka, Petr Kofroň, Michael Prostějovský, Gustav Skála, Jiří Šimáček, Miloš Štědroň, Milan Uhde, Petr Ulrych, Zdeněk Černín, Vladimír Franz, Oldřich Veselý nebo Milan Klíma. Jako režiséři působí v divadle např. Stanislav Moša (režie: Čarodějky z Eastwicku, Chicago či Jesus Christ Superstar), Petr Gazdík (režie: Jekyll a Hyde, Kvítek z horrroru či Mary Poppins), Zdeněk Černín (režie: Blbec k večeři, Sluha dvou pánů), Mikoláš Tyc (režie: Podivný případ se psem, Čarodějky ze Salemu, Bylo nás pět či Hra, která se zvrtla) nebo Stano Slovák (režie: Měsíční kámen a Zkrocení zlé ženy).

## Repertoár

### Činohra

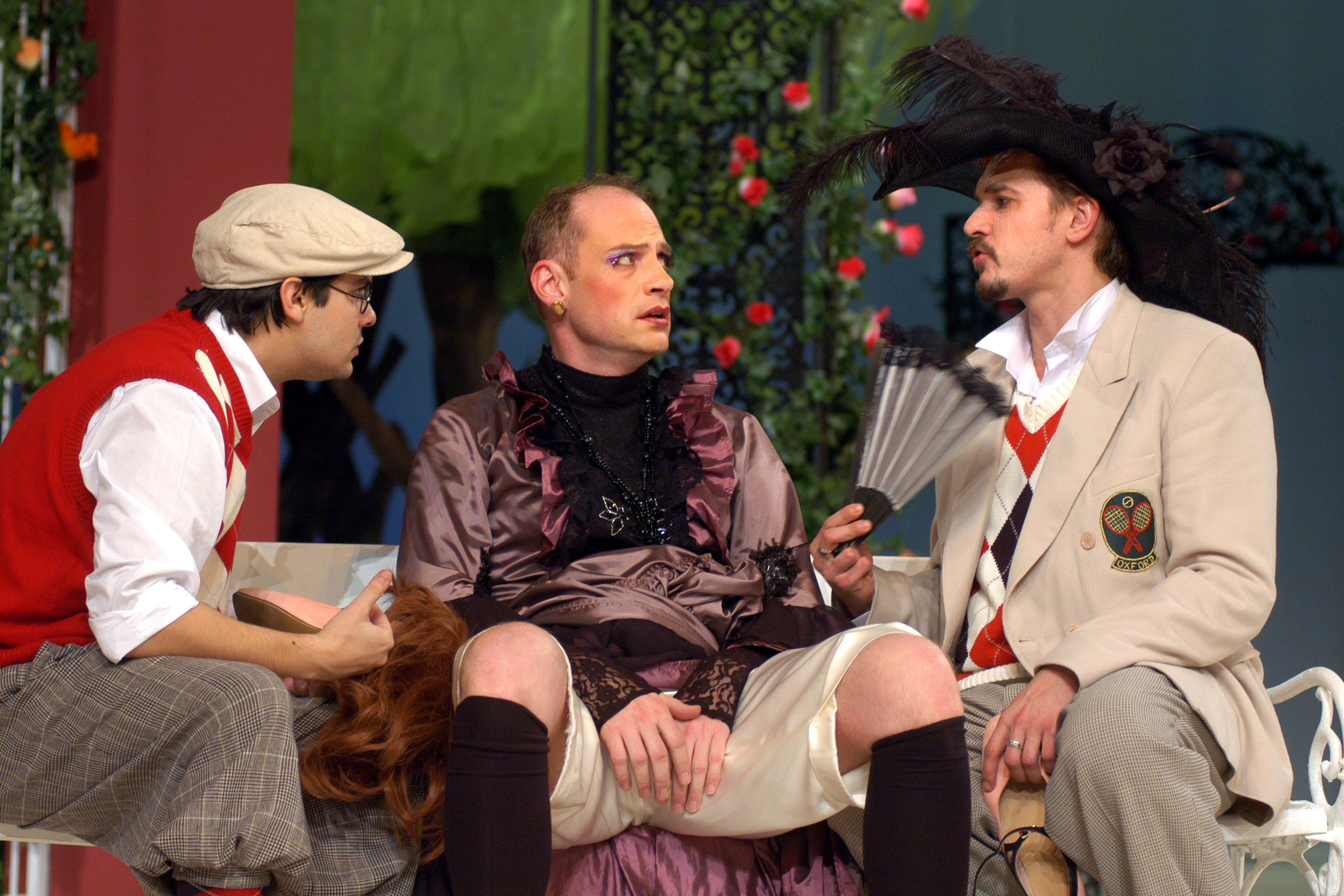
Charleyova teta (premiéra 16. prosince 2007)

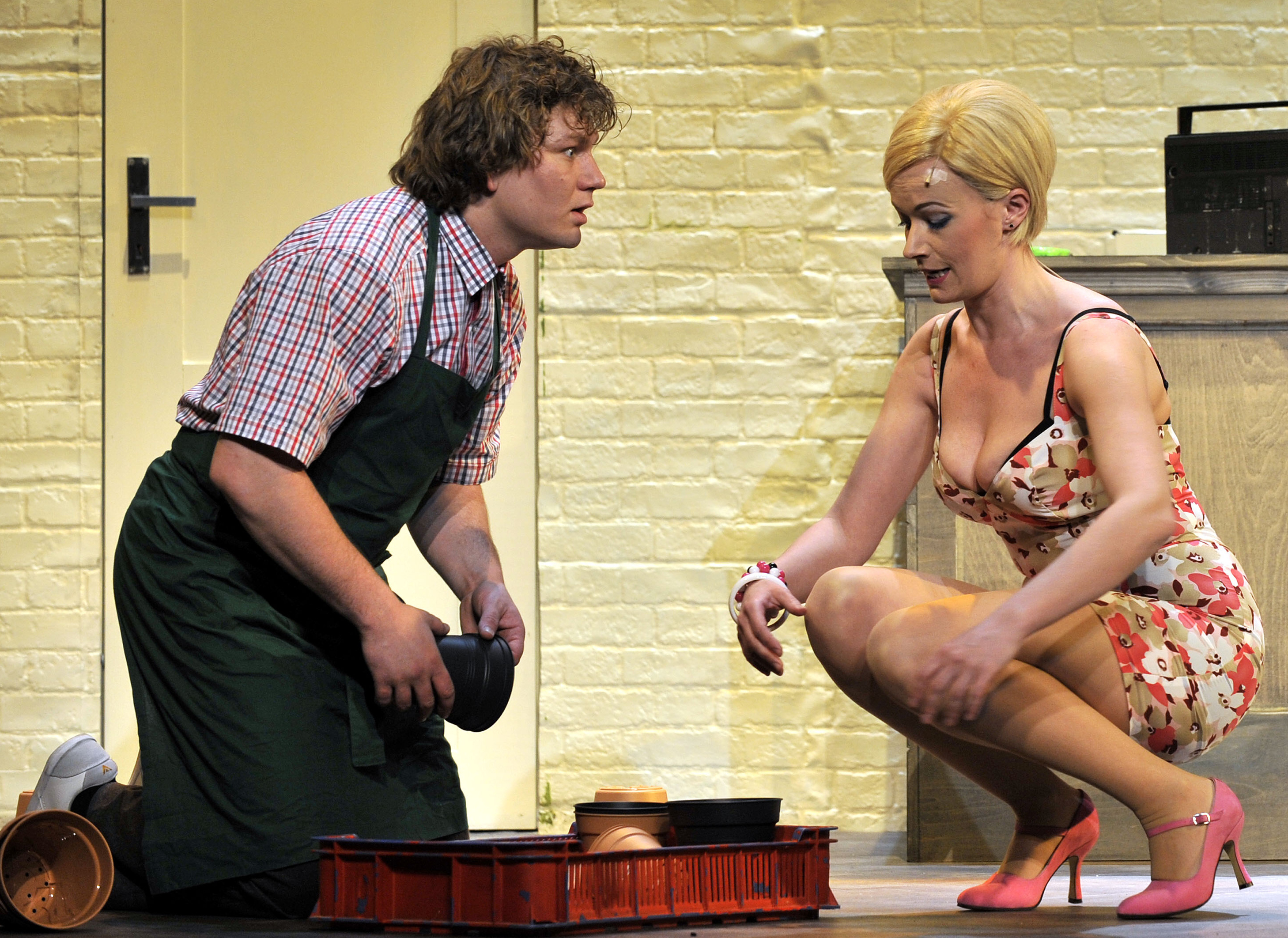
Kvítek z horrroru (premiéra 21. května 2011)

Poválečné divadelní období otevřela Nezvalova Manon Lescaut, která byla uvedena 14. června 1945. Druhou inscenací byla Komedie podvodů, kterou přinesl M. Zejda. Tehdejší Svobodné divadlo uvádělo hry od Plautova Lišáka Pseudola přes Molièrova Zdravého nemocného, Shakespearova Kupce benátského až k Anouilhově Antigoně, která se objevila brzy po pražské premiéře. V herecké práci se výrazně uplatňovala Waltrova škola patetického realismu. Páteř repertoáru tvořila česká dramata od Klicpery, Šrámkovo Léto, Vrchlického Soud lásky, Skochova Naše babička aj. Z českého repertoáru se objevily také hry od Aloise Jiráska, Matěje Kopeckého, Františka Šamberka, ale výběr směřoval i k hrám Karla Čapka. První sovětskou hru přinesl do repertoáru na podzim 1947 L. Pleva v Ruské otázce K. M. Simonova.
V období 1949–1957, kdy se tehdejší Městské oblastní divadlo stalo zájezdovým, byly prvními inscenacemi Jiříkovo vidění od J. K. Tyla a Petrovičova komedie Uzel. Dramaturgie se však musela přizpůsobovat venkovskému publiku, proto se dávala přednost spíše tradičnímu repertoáru, tj. české a klasické komedii. Sovětské hry se naopak popularitě netěšily, ať už to byl Sultán z Tillerejnu, Slepice a kostelník, Jarní hromobití, Srdce plné radosti, Zelená ulice nebo Z temna do dne. V období mezi roky 1957 a 1960, kdy v divadle působil Antonín Kurš, byla první hrou na repertoáru komedie P. A. Bréla Husaři, následovala Křížová cesta. Další významné hry pocházely ze Srbovy dílny, a to Sedm výkřiků na moři, Ladies and Gentlemen, Nanebevzetí plukovníka Heiliga nebo Liška a hrozny.

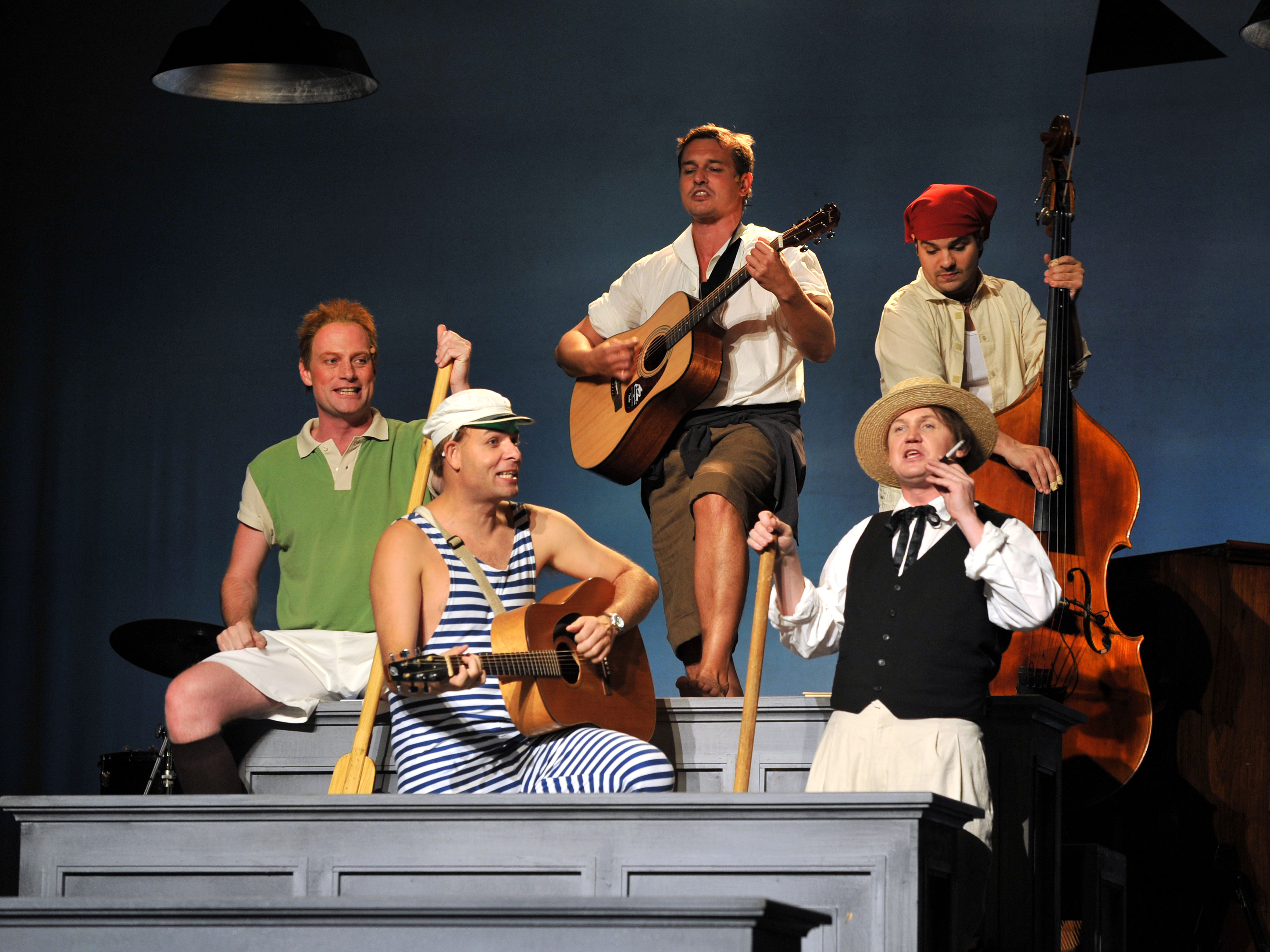
Škola základ života (premiéra 11. září 2010)

Pro divadlo, tehdy již přejmenované na Divadlo bratří Mrštíků, znamenalo období 1960 až 1966 velké proměny a fúze. V září nastoupil na místo ředitele Jaroslav Tumlíř. Na počátku období vynikla zejména dramatizace Evžena Oněgina od Evžena Sokolovského. V sezóně 1961/1962 zase zaujalo nastudování Brechtovy Opery za pár grošů šéfrežiséra družebního Divadla Pobřeží z Gdaňska; Janusz Goliński zde ukázal nápaditou režii.
V sezóně 1966/1967 získal odcházející režisér J. Horan pro inscenaci Schillerovy Marie Stuartovny' herečky Dagmar Pistorovou a Jiřinu Prokšovou. K další výrazné hře mezi léty 1966 a 1975 patřila féerie bratří Čapků Ze života hmyzu. Tato doba je právem označována jako doba vzestupu s Milanem Páskem. Hned druhá Páskova režie, Wedekindovo Procitnutí jara, byla ceněna jako osobitá konfrontace dávného mládí se současným. V dubnu roku 1968 měla premiéru muzikálová variace na Večer tříkrálový pod názvem Aprílová komedie. Za zmínku také stojí Nestroyova komedie Lumpacivagabundus, kde poprvé zazářil v poloze hudební komedie režisér Richard Mihula. Jubilejní 25. sezónu 1969/1970 zahájil Pásek dílem Václava Renče Hoře z návratu. V sezóně 1972/1973 nastudoval Sofoklova Vladaře Oidipa. Poslední čtyři Páskovy inscenace ve 29. a 30. sezóně divadla byly Lorcova Mariana Pinedová, Zeyerův Radúz a Mahulena, Tylova Lesní panna a Nezvalova Atlantida.

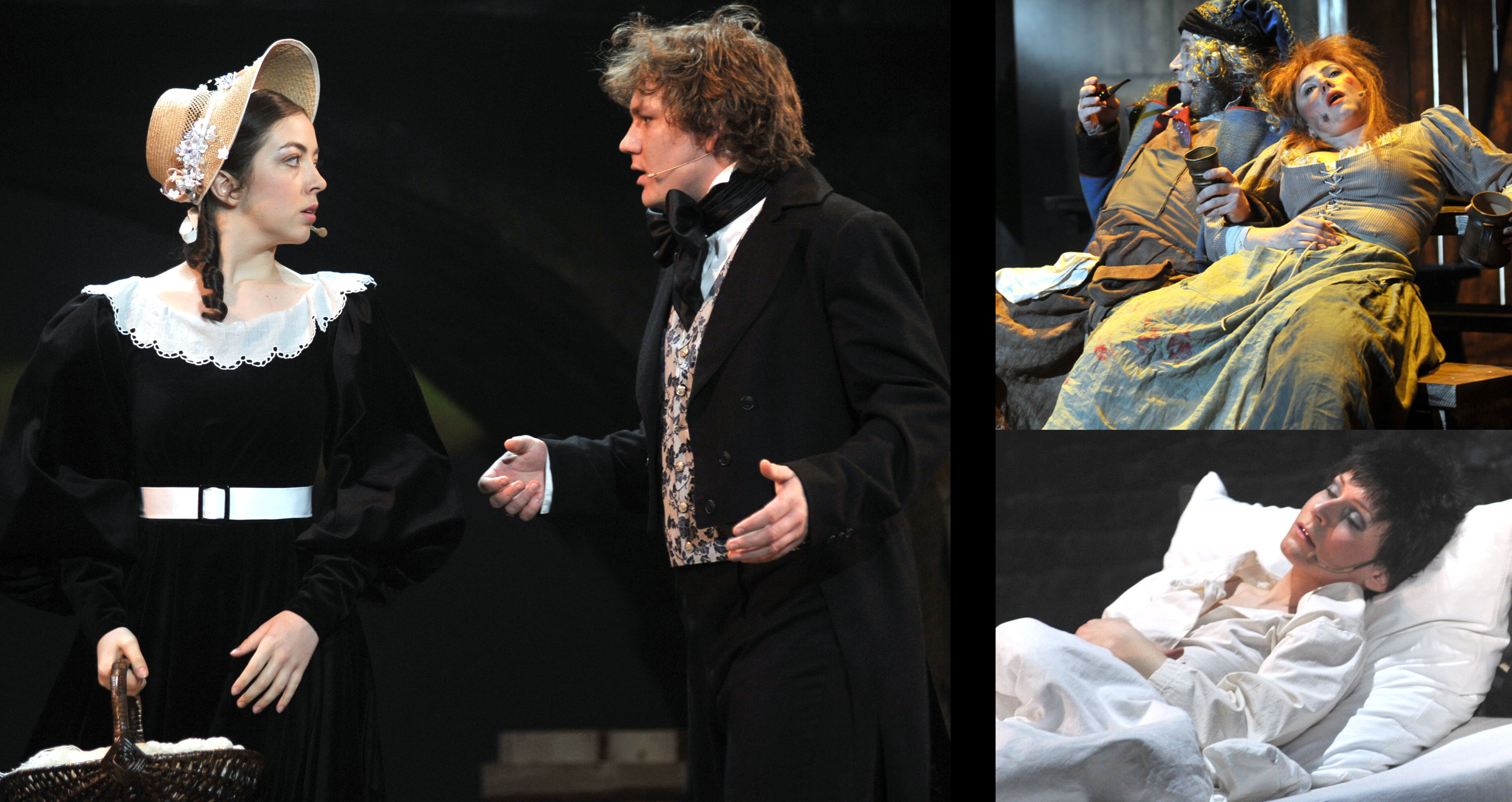
Bídníci (premiéra 13. února 2009)

Druhou částí „Páskovy éry“ byla léta 1975–1982. V sezóně 1975/1976 se objevil Shakespearův Hamlet, kterým si připravil Pásek složitý aktuálně politicky motivovaný výklad hrdiny. Druhá závažná Páskova inscenace byla Tylova Drahomíra a její synové. Naopak reklamou provázená světová premiéra muzikálu Lesk skleněné koule (1980/1981), vycházejícího z divadelní hry polských autorů A. Zaniewskiho a J. Lewińskiho, postrádala hlubší myšlenky. Třebaže Milan Pásek stál v čele Divadla bratří Mrštíků až do předvečera listopadu 1989, jeho éra skončila již roku 1982. V této době, konkrétně v letech 1982 a 1983, se objevil Stanislav Moša, kterému byla nabídnuta pohostinská režie u Mrštíků. Milan Pásek nastudoval v rozpětí let 1982 až 1989 13 inscenací od Oresteie přes Romea a Julii až k Evženu Oněginovi. Komedie Philipa Massingera Nový způsob, jak splácet staré dluhy byla totální prohrou.
I v období 90. let 20. století až do současnosti se divadlo stále zabývá kvalitní činoherní produkcí. Produkuje hry jako Betlém, Brouk v hlavě, Dokonalá svatba, Charleyova teta, Dobře rozehraná partie, Zkrocení zlé ženy, Sluha dvou pánů, Škola základ života až po Sugar! (Někdo to rád horké) nebo Tři sestry. Roku 2007 byla oceněna inscenace Smrt Pavla I. v režii Hany Burešové Cenou Alfréda Radoka. Roku 2012 měla premiéru Kunderova hra Jakub a jeho pán, která byla označena za dobré neokázalé a herecky koncentrované divadlo. V listopadu roku 2013 se s touto hrou divadlo představilo v pařížském divadle Le Théâtre de l’Alliance française, kde ji kromě čtyř set diváků zhlédl i samotný autor Milan Kundera s manželkou.
Celkově divadlo uvádí každou divadelní sezónu deset nových inscenací – pět činoherních a pět muzikálových představení.

### Muzikály
V Městském divadle Brno má muzikál či hudební divadlo dlouholetou tradici. Jako první z muzikálů byly uváděny hry Osvobozeného divadla. V letech 1958–2004 vzniklo v MdB více než 56 muzikálů a hudebních her. Největší počet repríz měla představení Dva šlechtici z Verony (65), Kat a blázen (63), Nebe na zemi (61), Aprílová komedie aneb Cokoliv chcete (60), Osel a stín (60) a Drak je drak (58).
Od roku 2004, kdy divadlo otevřelo Hudební scénu, probíhá produkce muzikálů zde. K nejvýznamnějším muzikálům od roku 2004 patří West Side Story (640 repríz), Sny svatojánských nocí (300 repríz), Josef a jeho úžasný pestrobarevný plášť (261 repríz), Muzikály z Broadwaye (260 repríz), My Fair Lady (245 repríz), Jesus Christ Superstar (245 repríz)
V sezoně 2006/2007 se podle výsledků divácké ankety MdB Křídla staly nejoblíbenějším muzikálem Čarodějky z Eastwicku, v sezóně 2008/2009 to byl muzikál Bídníci a v sezóně 2009/2010 Probuzení jara. V sezóně 2010/2011 diváci zvolili muzikál Mary Poppins, který divadlo uvedlo jako první v České republice. Roku 2010 byla herečka Johana Gazdíková za výkon v tomto muzikálu nominována na Cenu Thálie. V roce 2013 se dle ankety Křídla stal nejoblíbenějším představením opět muzikál, a to Kočky. Hlasující v anketě internetového portálu i-divadlo.cz si pro rok 2012 zvolili jako nejlepší inscenaci roku muzikál Papežka. Roku 2013 měl premiéru Mošův muzikál Očistec, který se však ukázal jako nekritické a myšlenkově i dramaticky přeplněné dílo. I přesto označuje toto divadlo Luboš Mareček za tuzemskou Mekku muzikálu, což prokázaly se standardní kvalitou další muzikály sezóny 2012/2013 jako Funny Girl, Zorro či Donaha!. Muzikálové tvorbě divadla se obvykle dostává širokého ocenění a MdB někdy bývá označováno za nejlepší české muzikálové divadlo. Jiří P. Kříž, redaktor deníku Právo, považuje Městské divadlo Brno pod vedením Stanislava Moši za scénu evropské úrovně. Někdy však tato produkce vyvolává kritiku za přílišný příklon ke komerci.

## Muzikálová škola při Městském divadle Brno
Muzikálová škola při Městském divadle Brno byla založena v roce 2023 jako pokračování dlouholeté práce Městského divadla Brno s dětmi a mládeží při přípravě činoherních a hudebních inscenací. Nejedná se o školu v klasickém smyslu slova. Vzdělávání tam probíhá formou intenzivních kurzů vedených umělci tohoto divadla. Děti se dvakrát týdně věnují základům herectví, zpěvu a tance, tedy klíčovým složkám muzikálového divadla. Výuka zahrnuje i exkurze do dalších profesí spojených s divadelní tvorbou. Každý ročník školy je zakončen veřejným vystoupením v rámci festivalu Dokořán pro hudební divadlo.